# Botanophila koreacola
Botanophila koreacola är en tvåvingeart som beskrevs av Suh och Kae Kyoung Kwon 1983. Botanophila koreacola ingår i släktet Botanophila och familjen blomsterflugor.
Artens utbredningsområde är Sydkorea. Inga underarter finns listade i Catalogue of Life.